# 日本観光文化協会
一般社団法人日本観光文化協会（にほんかんこうぶんかきょうかい、英: Japan Tourism Culture Association）は、日本の各地域の観光文化や特産品などに関する検定試験の実施事業などを通じて、その知識を深めるために活動する一般社団法人である。

## 概要
日本観光文化協会は、地域の文化や景観、暮らし方などを再評価し、町おこし事業などを支援する。毎年「観光特産大賞」の選定、「観光プランナー、観光士、観光コーディネーター、観光特産士」を養成し、資格認定も行っている。日本観光文化協会内には、日本観光士会（JTCC）と全国観光特産士会がある。
2014年2月、日本観光士会、日本観光文化協会が一般社団法人日本観光文化協会に改組した。

### 検定試験
1. 観光コーディネーター資格認定試験
2. 日本観光士資格認定試験
3. 観光プランナー資格認定試験
4. 観光特産士検定試験
  1. 観光特産士マイスター
  2. 観光特産士2級
  3. 観光特産士3級
  4. 観光特産士4級